# 種子島貴
種子島 貴（たねがしま たかし）は、日本のゲームクリエイター（企画）、ライター。
映像プロダクションの制作職を経て、スクウェアに入社。
プレイステーション用ゲームソフト『ゼノギアス』において設定・考証を担当し、事象変移機関ゾハルの設定やギア（登場ロボット）の名前などを設定。同じくプレイステーション用ゲーム『FRONT MISSION3』においてイベントディレクターを担当、のちスクウェアを退社。
スクウェア退社後はライターにも活動範囲を広げ、角川スニーカー文庫刊『吸血殲鬼ヴェドゴニア』のノベライズや、コンプティーク誌上連載の『機神咆吼デモンベイン』（漫画版）のシナリオなど、ニトロプラスのメディアミックス展開に参加している。

## 参加作品

### ゲーム
- ラジカル・ドリーマーズ -盗めない宝石-（激闘撲滅流星刑事編、帰郷・灯のシェア編、のシナリオ）
- ゼノギアス（イベントプランナー・設定考証 ）
- FRONT MISSION3（イベントディレクター）
- ゼノサーガ エピソードI［力への意志］（クエストプランナー）
- 犬夜叉 〜呪詛の仮面〜（サブイベントシナリオ）

### 書籍
- 吸血殲鬼ヴェドゴニア（ノベライズ）
- 機神咆吼デモンベイン（漫画版のシナリオ）
- .hack//GnU （漫画原作）
- .hack//G.U. Vol.1 再誕（スペシャルサンクス）
- EVANGELION CHRONICLE